# Christinelunds ädellövskogsreservat
Christinelunds ädellövskogsreservat är ett naturreservat invid Christinelund i Helsingborgs kommun i Skåne län.
Området är naturskyddat sedan 1970 och är 33 hektar stort. Det består av en tidigare kulturpåverkad lövskog.